# Радіотелескоп Вестерборк

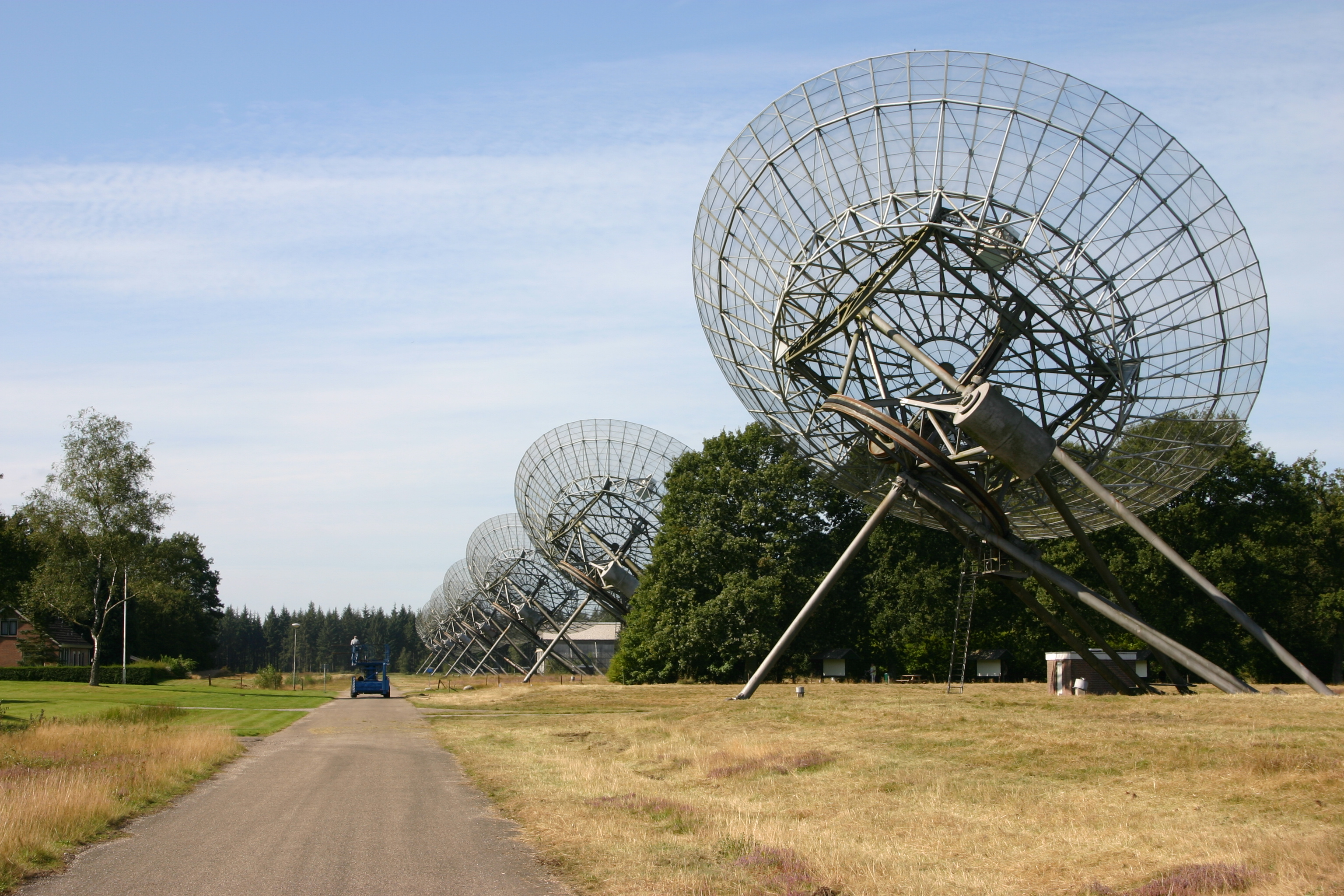
WSRT в експлуатації в 2006 році

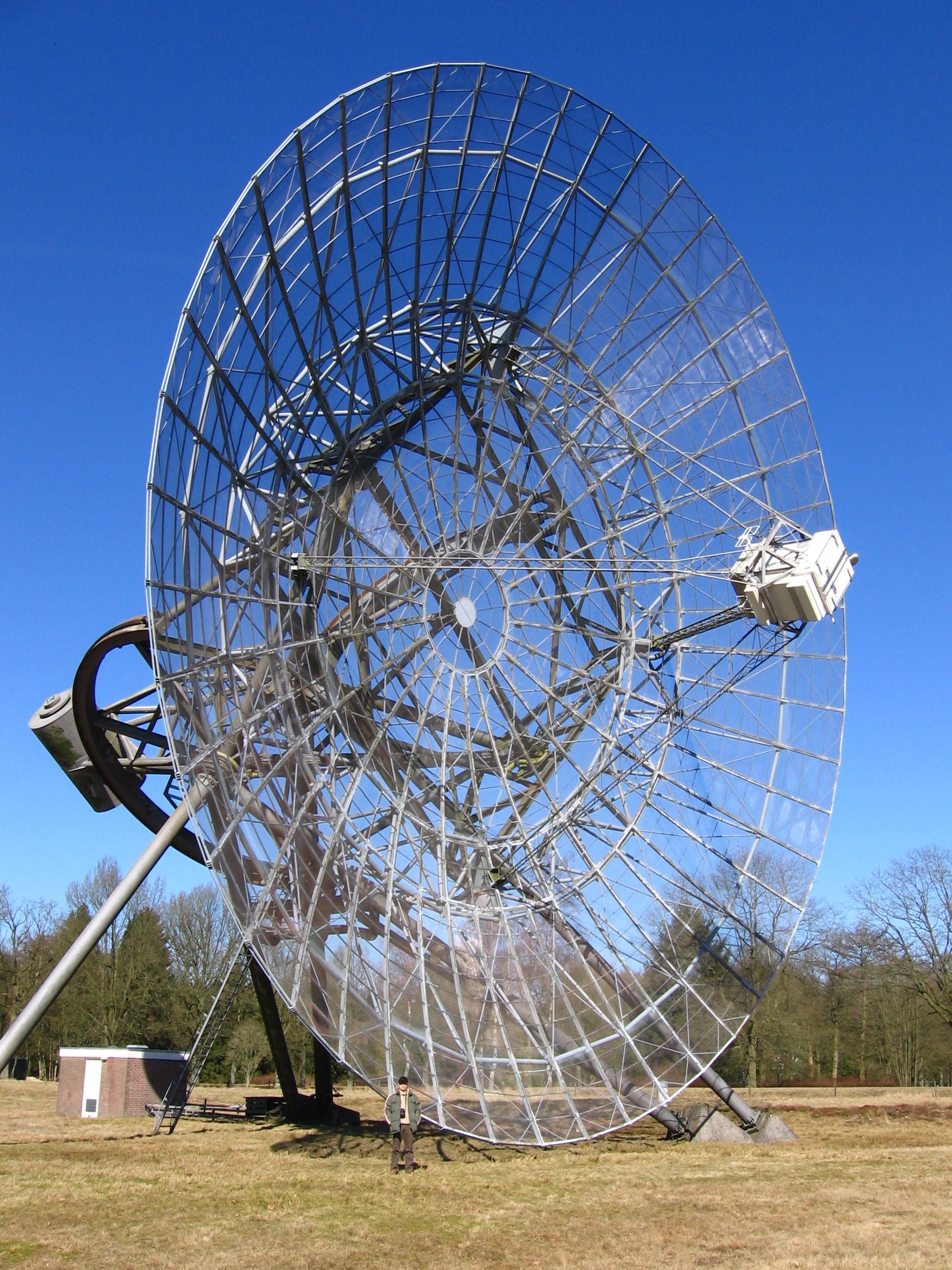
Окрема антена 2006 року

Вестерборкський синтетичний радіотелескоп (англ. Westerbork Synthesis Radio Telescope, WSRT) — радіоінтерферометр з синтезованою апертурою. Його було введено в експлуатацію в 1970 році. Він знаходиться під управлінням нідерландського радіоастрономічного інституту ASTRON. Радіоїнтерферометр побудований на місці колишнього нацистського концентраційного табору Вестерборк, на північ від села Вестерборк на північному сході Нідерландів. Поруч з радіотелескопом розміщено один із двох експериментальних телескопів із фазованою антенною решіткою EMBRACE, які є частиною другої фази проєкту SKA.

## Історія
Важливу роль у створенні цього інтерферометра відіграв астроном Ян Хендрік Оорт. Антени частково розташовані на території колишнього концентраційного табору Вестерборк. Будівлі в радіусі двох кілометрів від радіотелескопів, включаючи табір, були знесені, щоб не створювати перешкод роботі пристроїв. 
Телескоп був завершений у 1970 році та зазнав серйозної модернізації в 1995-2000 роках.
Від оригінальної системи 1970 року залишилися лише параболічні антени та наземні коаксіальні кабелі. Усі інші компоненти були повністю замінені в 1999 році, що зробило Вестерборкський синтетичний радіотелескоп конкурентоспроможним з іншими радіотелескопами в світі.
У 2013 році радіотелескоп пройшов серйозну модернізацію в межах проєкту APERTIF (APERture Tile In Focus), в ході якого він отримав нові детектори, що дозволили збільшити поле зору в 25 разів. Телескоп був закритий на реконструкцію з 2015 по 2019 рік.

## Огляд
Чотирнадцять 25-метрових рефлекторних антен розташовані в напрямку схід-захід на протяжності 2,8 кілометра з відстанню 144 метри між ними. Використовуючи технологію апертурного синтезу, такий інтерферометр може досягати роздільної здатності телескопа діаметром 2,8 кілометри. Десять антен мають фіксоване положення, дві розташовані поруч на рейці довжиною 300 м, по якій їх можна переміщати, і ще дві розташовані на кілометр далі на схід на рейці довжиною 200 м. 
Телескопи мають екваторіальне монтування, що відрізняє їх від більшості інших радіотелескопів, які зазвичай мають альт-альтазимутальне монтування. Це робить Вестерборкський синтетичний радіотелескоп особливо корисним для певних видів досліджень, наприклад, для дослідження поляризованого випромінювання, оскільки детектори протягом всього спостереження зберігають постійну орієнтацію відносно неба.
Телескопи в масиві можуть працювати на кількох частотах від 120 МГц до 8.3 ГГц.

## Використання
Телескоп використовується для великомасштабних досліджень північного неба, включаючи програми пошуку пульсарів і особливо дослідження лінії водню 21 см, для якої він був, власне, і був розроблений.
Він є одним із п’яти телескопів Європейського масиву таймінгу пульсарів. Також він з 2009 року бере участь у проєкті Великий європейський масив пульсарів (Large European Array for Pulsars, LEAP) - іншому європейському проєкті з виявлення гравітаційних хвиль шляхом таймінгу мілісекундних пульсарів.
Радіотелескоп Вестерборк спостерігав галактики в Спітцерівському інфрачервоному огляді найближчих галактик на довжинах хвиль 18 см і 22 см. Він також використовується для супутникової навігації.

## Доступ
Мобільні телефони й автомобільні системи запалювання можуть створювати шуми для радіотелескопа, тому їх використання зводиться до мінімуму. Про це попереджають таблички поблизу Центру пам'яті табору Вестерборк. Біля центру памʼяті, за два кілометри від радіотелескопів, розташована парковка. Для відвідувачів радіотелескоп і територія колишнього табору Вестерборк доступні лише пішки або на велосипеді.

## В культурі
- У романі Гаррі Муліша «Відкриття небес» розширення Вестерборкського радіоінтерферометра з 12 до 14 телескопів (1975) має відкрити християнський рай, і воно карається ударом комети поблизу Вестерборка.